# 登記事項 (不動産登記)
不動産登記の登記事項（ふどうさんとうきのとうきじこう）とは、各不動産の外観や権利関係を第三者に明らかにするために、不動産登記法によって公示が要求される情報の事を言う。表示に関する登記であるか、権利に関する登記であるかによって分かれている。また、表示に関する登記は不動産の種類、権利に関する登記は権利の種類により、登記事項の内容が異なっている。条文は、表示に関する登記も権利に関する登記も、まず、共通する登記事項を挙げ、不動産や権利によって異なるときは各条文で修正する構造を取っている。以下、権利に関する登記を中心に記述する。
この項において、不動産登記法は法、不動産登記令は令と記載する。

## 表示に関する登記の登記事項
表示に関する登記には原則として以下の登記事項を必ず登記する。
1. 登記原因及びその日付
2. 登記年月日
3. 所有権の登記がない不動産である旨の登記又は団地共用部分については、所有者の氏名(名称)及び住所並びに、共有の場合は持分
4. 法務省令で定めるもの
5. 土地の表示に関する登記の登記事項
6. 土地の所在する市区郡町村字
7. 地番
8. 地目
9. 地積

建物の表示に関する登記の登記事項
1. 建物の所在する市区郡町村字及び土地の地番
2. 家屋番号
3. 建物の種類、構造及び床面積
4. 建物の名称があるときは、その名称
5. 附属建物があるときは、その所在する市区郡町村字及び土地の地番並びに種類、構造及び床面積

建物が共用部分又は団地共用部分であるときは、その旨
1. 建物又は附属建物が区分建物であるときは、当該建物又は附属建物が属する一棟の建物の構造及び床面積
2. 建物又は附属建物が区分建物である場合であって、当該建物又は附属建物が属する一棟の建物の名称があるときは、その名称
3. 建物又は附属建物が区分建物である場合において、当該区分建物について区分所有法第2条第6項に規定する敷地利用権（登記されたものに限る。）であって、区分所有法第22条第1項本文（同条第3項において準用する場合を含む。）の規定により区分所有者の有する専有部分と分離して処分することができないもの（以下「敷地権」という。）があるときは、その敷地権。

## 権利に関する登記の登記事項
権利に関する登記には原則として以下の登記事項を必ず登記する(不動産登記法第59条)。この原則を元に、各権利毎に修正が加えられている。但し、不動産工事の先取特権、抵当権、質権などの担保権は、法第59条所定の登記事項以外に、法第83条に担保権に共通する登記事項が挙げられている。そのため権利に関する登記の登記事項は以下の様な概観を取ることになる。
1. 担保権以外の各権利の登記事項 = 権利に関する登記に共通する登記事項 + 各権利に固有の登記事項
2. 各担保権の登記事項 = 権利に関する登記に共通する登記事項 + 担保権に共通の登記事項 + 各担保権に固有の登記事項

### 権利に関する登記に共通する登記事項
- 絶対的記載事項

1. 登記の目的
2. 申請の受付の年月日及び受付番号
3. 登記原因及びその日付
4. 登記に係る権利の権利者の氏名等及び住所。

- 相対的記載事項

1. 持分(権利が共有又は準共有関係にある場合)
2. 権利の消滅に関する定め
3. 共有物分割禁止の定め(定めがある、又はあると見なされる場合)
4. 代位者の氏名等及び住所並びに代位原因(登記が債権者代位権又は詐害行為取消権による場合)
5. 権利の順位を明らかにするために必要な事項として法務省令で定めるもの

## 所有権独自の登記事項
所有権独自の登記事項は存在しない。しかし、売買等による所有権移転の場合、「権利消滅の定め」は「権利失効の定め」として登記される。これは、所有権は意思表示によって消滅する類の権利ではなく「消滅」という文言は相応でなく、所有権移転における「権利消滅」の定めを、「所有権移転が失効する旨の定め」と捉える登記実務の見解による。

### 所有権保存の登記の登記事項
1. 登記原因及びその日付は不要。(いわゆる「敷地権付区分建物の74条2項保存」の登記の場合、必要)

## 用益権独自の登記事項
用益権とは、用益物権のほか、賃借権も含まれる。賃借権は債権であるが、不動産賃借権は民法により登記が認められている。用益権の登記の登記事項には担保権の場合とは違って、用益権に共通の登記事項が一つの条文にまとまって記されてはいない。しかし、多くの場合、使用収益の対価と存続期間が登記事項となっている。
第一に、使用収益の対価が登記事項であるかどうかが問題である。この点、地役権を除く用益権は対価を登記することができる。また、賃借権の賃料と永小作権の小作料は、その権利を構成する不可欠の要素であることから、絶対的登記事項である。このことは賃借権の場合、民法が保護するのは不動産の賃借であり使用貸借では無い事が原因であり、永小作権の場合は、元来小作料を収める代わりに小作人の小作地に対する権利を物権として保護しようという考えの下に考案された権利である事に由来する。これに対し、地上権の場合、地代は必要不可欠な要素とはされておらず、相対的登記事項である。
第二に譲渡・転貸についての特約が登記事項となるかが問題となるが、物権は元来、譲渡性を持つため、譲渡・転貸に制限をつける事はできず、それを禁止・制限する特約は、債権的効力をもつのみである。それに対して、債権、特に賃借権は譲渡性は、本質ではない。そのことから、用益物権の登記には「譲渡・転貸禁止の特約」は登記事項ではなく、逆に賃借権は、「譲渡・転貸を許可する特約」は登記事項でな無いことになる。しかし、その原則にも修正が加えられており、永小作権は「譲渡・転貸禁止特約」を登記することができ、賃借権は賃貸人の承諾を得れば賃借権の譲渡・賃借物の転貸ができることから「譲渡・転貸を許す旨」は登記事項とされている。
|                       | 地上権               | 区分地上権                                                   | 永小作権                                                                | 地役権                                                                                 | 賃借権 | 採石権         |
| --------------------- | -------------------- | ------------------------------------------------------------ | ----------------------------------------------------------------------- | -------------------------------------------------------------------------------------- | --- | -------------- |
| 目的                  | ○ (地上権設定の目的) | ○ (地上権設定の目的)                                         | ×[4]                                                                    | ○ (地役権設定の目的)                                                                   | ×[1] | ×              |
| 範囲                  | ×                    | ○ (区分された範囲)                                           | ×                                                                       | ○                                                                                      | × | ×              |
| 存続期間              | △                    | △                                                            | △                                                                       | ×                                                                                      | △ | ○              |
| 設定対価              | △ (地代)             | △ (地代)                                                     | ○ (小作料)                                                              | ×                                                                                      | ○ (賃料) | △ (採石料)     |
| 支払時期              | △                    | △                                                            | △                                                                       | ×                                                                                      | △ | △              |
| 各権利独自 の登記事項 |                      | ・区分地上権行使のために、 土地の使用に加えられた 制限の定め | ・永小作権の譲渡・賃貸の禁止の定め ・永小作人の権利又は義務に関する定め | ・要益地 ・民法第281条第1項但書の定め ・民法第285条第1項但書の定め ・民法第286条の定め | ・賃借権の譲渡/転貸を許す旨の定め ・敷金 ・賃貸人が財産処分権限を有しない旨 ・賃貸人が制限行為能力者である旨 | ・採石権の内容 |

(注意)
- 各権利独自の登記事項は地役権の「要益地」は絶対的登記事項であるが、それ以外は皆、任意的登記事項である。
- 不動産登記法59条の規定に関わらず、地役権において、登記「権利者」は登記事項ではない。
- 地上権が借地権に当たる場合は以下のものも登記事項となる。

1. 借地借家法第22条の定め(定期借地権の定め)[2]前段若しくは第23条第1項の定め(事業用借地権}の定め[3]
2. 地上権設定の目的が借地借家法第23条第1項又は第2項に規定する建物所有である旨

- 賃借権が借地権に当たる場合は以下のものも登記事項となる

1. 土地の賃借権設定の目的が建物の所有であるときは、その旨
2. 前号に規定する場合において建物が借地借家法第23条第1項又は第2項に規定する建物であるときは、その旨
3. 借地借家法第22条前段、第23条第1項、第38条第1項前段若しくは第39条第1項又は高齢者の居住の安定確保に関する法律第56条の定めがあるときは、その定め

### 見出し
1. ^1 1賃借権が借地権に当たる場合(賃借権設定の目的が建物所有の時}、目的も登記される。
2. ^2 2定期借地権の定め…存続期間を50年以上とする借地権設定の際にする特約で、契約更新、建物築造による存続期間の延長、建物買取請求権を排除する旨の特約
3. ^3 3事業用借地権の定め…事業用借地権(事業用建物所有を目的とし、存続期間を30年以上50年未満とする借地権)設定の際にする特約で、契約更新、建物築造による存続期間の延長、建物買取請求権を排除する旨の特約
4. ^4 4設定の目的(耕作又は牧畜)は申請書に記載があれば登記して差し支えない(明38.5.8民刑局長回答)

## 担保権等に関する登記の登記事項
担保権に関する登記に共通する登記事項は法第59条(権利に関する登記共通の登記事項)以外に、以下のものがある。(法第83条1項）

### 担保権に共通する登記事項
- 絶対的登記事項

1. 債権額…被担保債権の価額の事[1]。
2. 債務者…債務者の氏名又は名称及び住所

- 相対的記載事項

1. 担保権の目的となる権利…所有権以外に担保権を設定する場合、当該担保権の目的となる権利の事[2]。
2. 共同担保権の目的となる二以上の不動産及び権利…共同担保とする場合、その担保権の目的となる二以上の不動産及び権利の事[3]

### 根担保権に共通する登記事項
また、根担保権の場合、以下の事項も登記事項となる。根担保権は、特定債権を担保しているわけではなく一定範囲の日々発生消滅を繰り返す債権群を担保している。そのため、「債権額」は登記されず、当該根担保権が担保する債権の範囲を公示する必要があるため登記される。被担保債権は、元本確定後、登記された「債権の範囲」「債務者」によって特定され、「極度額」の限度まで当該根担保権で担保される。
- 絶対的記載事項

1. 債権額は登記事項ではない。
2. 債権の範囲…被担保債権の範囲の事。どのような取引や契約で発生する債権が当該担保権で担保されるかが記される。
3. 極度額…元本確定後、金額が確定した被担保債権の担保される限度額を表す金額。

- 相対的記載事項

1. 根担保権の効力の及ぶ範囲に関する定め…根担保権の効力が及ぶ範囲を縮減する旨の定めの事。特約で定めれば登記可能。
2. 確定期日…根担保権によって担保される被担保債権を確定する期日。特約で定めれば登記可能。
3. 民法第398条の14第1項但書の定め…根抵当権の共有者間の持分についての特約。特約で定めれば登記可能。

### 債権の一部譲渡による担保権の移転の登記等の登記事項
また、被担保債権の一部譲渡等による担保権の移転の登記の場合には以下の内容が必要的登記事項となる[4]。 (法第84条)
1. 債権一部譲渡の場合　⇒「譲渡額」(令別表45項)
2. 一部代位弁済の場合　⇒「弁済額」(令別表45項)

### 各担保権の登記事項
各担保権の登記事項は以下の様になる。(法第83条から第96条　令別表42項から47項　民法第二編　物権　第8章から第10章)表中の（）は、申請書に記載する時の通名が通常の登記事項の名称(行の左端の事項)と異なるものである時はその名称を記した。また、表中の○は必要的、△は任意的登記事項である事を表し、×は登記できない事項であることを表す。
|                                    | 抵当権 | 根抵当権 | 質権 | 根質権 | 買戻権                         | 一般の先取特権 | 不動産保存の 先取特権 | 不動産工事の 先取特権 | 不動産売買の 先取特権 |
| ---------------------------------- | ------ | -------- | ---- | ------ | ------------------------------ | -------------- | --------------------- | --------------------- | --------------------- |
| 債権額                             | ○      | ×        | ○    | ×      | ○ (売買代金) 並びに (契約費用) | ○              | ○                     | ○ (工事費用予算額)    | ○                     |
| 極度額 及び 債権の範囲             | ×      | ○        | ×    | ○      | ×                              | ×              | ×                     | ×                     | ×                     |
| 利息                               | △      | ×        | △[5] | △[5]   | ×                              | ×              | ×                     | ×                     | △                     |
| 損害金                             | △      | ×        | △    | △      | ×                              | ×              | ×                     | ×                     | ×                     |
| 違約金                             | ×      | ×        | △    | △      | ×                              | ×              | ×                     | ×                     | ×                     |
| 存続期間                           | ×      | ×        | △    | △      | △ （買戻期間）                 | ×              | ×                     | ×                     | ×                     |
| 債権に付した条件・期限             | △      | ×        | △    | △      | ×                              | ×              | ×                     | ×                     | ×                     |
| 担保権の効力の及ぶ範囲に関する定め | △      | △        | △    | △      | ×                              | ×              | ×                     | ×                     | ×                     |
| 債務者                             | ○      | ○        | ○    | ○      | ○ (買戻権者)[6]                | ○              | ○                     | ○                     | ○                     |

その他の登記事項
- 抵当権(根抵当権を除く)の任意的登記事項

1. 抵当証券発行の定めがあるときは、その定め
2. 抵当証券発行の定めがあるときに、元本又は利息の弁済期又は支払場所の定めがあるときは、その定め

- 質権・根質権の任意的登記事項

1. 質権の被担保債権の範囲の別段の定め
2. 使用収益権能に関する定め(民法第356条 同法第359条)
3. 管理費用等の負担に関する定め(民法第357条 同法第359条)
4. 利息を請求できる旨(民法358条 同法第359条)

### 語註及び注釈
1. ^債権額 1被担保債権が金銭債権でない場合は「債権額」の代わりに「債権価額」が登記される。また、質権、転質、抵当権の被担保債権が外国通貨で指定された場合は、「債権額」と共に邦貨表示した「担保限度額」も登記事項となる。
2. ^2 2登記申請及び登記の際には「登記の目的」に記載される担保権の名称の前に冠記される。(例．　「登記の目的　　三番地上権抵当権設定」)
3. ^3 3登記申請時には、同時・同一管轄での共同担保権設定の場合は「不動産の表示」の欄に、同時・別管轄の場合は「管轄外の物件」の欄に。追加設定となる場合は「前登記の表示」として申請書に記載される。しかし、登記簿上には共同担保となった他の物件の表示は登記されず、登記簿には登記官が作成した共同担保目録が付された旨が登記される。
4. ^4 4一部譲渡の場合のみ「譲渡額」「弁済額」が必要的登記事項となるのは、債権全額の譲渡・代位弁済の場合は、担保権の債権額として登記された額面がそのまま、優先弁済量になるが、一部譲渡・一部代位弁済の場合、移転した優先弁済量を新たに公示する必要が生じるからである。
5. ^5 5不動産質権は、質権者が質物不動産の使用収益権能を取得する事の対価として、利息を請求できないのが通常であるが、利息の利息を請求できる旨の特約をし、それを登記したときのみ、利息の登記が可能である。
6. ^6 6買戻権の債務者は、形式上は、不動産売買契約の解除権を留保している売主であるが、実体上は、不動産の売買代金を不動産所有権を担保に借りているため、債務者である。そのため、登記簿上は「債務者」の名称では登記されず、売買による所有権移転登記の付記してなされる「買戻特約」の登記に、「買戻権者」として記載される。

## 信託の登記の登記事項
- 絶対的記載事項

1. 委託者、受託者及び受益者の氏名又は名称及び住所
2. 信託の目的
3. 信託財産の管理方法
4. 信託の終了の事由

- 任意的記載事項

1. 受益者の指定に関する条件又は受益者を定める方法の定め (受益者は登記事項ではなくなる。)
2. 信託管理人の氏名又は名称及び住所 (受益者は登記事項ではなくなる。)
3. 受益者代理人の氏名又は名称及び住所 (当該受益者代理人が代理する受益者は登記事項ではなくなる。)
4. 受益証券発行信託である旨 (受益者は登記事項ではなくなる。)
5. 受益者の定めのない信託である旨 (受益者は登記事項ではなくなる。)
6. 公益信託である旨
7. その他の信託の条項